# Пулавски-крило
Пулавски-крило, галебово крило или пољско крило представља посебну конструкцију крила авиона, где се крило налази изнад трупа авиона, али при трупу је ломљено надоле и тиме састављено с њим. Посматрано спреда, такво крило личи на крило галеба. Његова предност била је у бољем виду за пилота, a, даље се показало, и изузетном маневрисању авионом.
Пулавски-крило названо је по свом проналазачу, пољском инжењеру Зигмунту Пулавском, који је овакво крило први пут реализовао 1928. године на ловачком авиону ПЗЛ П.1. Револуционарни дизајн авиона ПЗЛ П.1 инспирисао је затим многе друге конструкције, нпр:
- Пољска: ПЗЛ П.7, ПЗЛ П.11, ПЗЛ П.24
- Француска: Лоар 46, АНФ Миро 170, АНФ Миро 180
- Чешка: Аеро A.102
- Совјетски Савез: Поликарпов И-15 (раније верзије)
- Уједињено Краљевство: Вестленд Лисандер
- Краљевина Југославија: Икарус ИК-2

Друге конструкције авиона 1930-их и 1940-их имале су исто крила налик галебовим, међутим, не у варијанти као што је типично за Пулавски-крило, нпр:
- Немачка: ДФС Хабихт, Јункерс
- САД: Вот